# Фенцик, Евгений Андреевич
Евгений Андреевич Фенцик (5 октября 1844, Малая Мартынка — 5 декабря 1903, с. Горинчово (ныне Хустского района Закарпатской области) — закарпатский писатель русофильского направления, известный деятель культуры края конца XIX века, драматург, журналист, грекокатолический священник. Дядя Степана Фенцика.

## Биография
Издатель и редактор (с 1885 года) ежемесячника «Листокъ», который печатался на русском и церковно-славянском языках, однако более популярным был «Додатокъ», который печатался на народном языке. В 1885—1903 годах служил священником в селе Порошково.
Фенцик писал стихи (поэма «Корятович»), баллады, рассказы и повести из жизни интеллигенции и духовенства: «Нищие духом», «Учитель Бедняжка», историческая драма «Покорение Ужгорода», а также некоторые произведения под псевдонимом Владимир.
Автор школьных учебников, в частности, им подготовлены 5 учебников для русинских школ: по физике, истории, естествознанию, грамматике. Им также составлены «Литургика» (1878) и «Молитвословъ» (1892). Опубликовал ряд публицистических статей.
Избранные произведения: «Собрание сочинений» (1932).
Племянник — Стефан Фенцик (1892—1946), культурный и политический деятель русофильского движения.
Внук Фенцика по матери — Августин Штефан (1893—1986), известный политический и общественный деятель Закарпатья.

## Память
- В 1926 г. в Ужгороде в парке носящем имя Фенцика был установлен мраморный памятник просветителю Закарпатья Е. Фенцику (ныне на Театральной площади города).